# Nigel Levine
Nigel Levine (Reino Unido, 30 de abril de 1989) es un atleta británico, especialista en la prueba de 4x400 m en la que llegó a ser subcampeón europeo en 2012.

## Carrera deportiva
En el Campeonato Europeo de Atletismo de 2012 ganó la medalla de plata en los relevos 4x400 metros, con un tiempo de 3:01.56 segundos, llegando a la meta por detrás de Bélgica y por delante de Alemania (bronce), siendo sus compañeros de equipo: Conrad Williams, Robert Tobin y Richard Buck.